# Mosaic d'Alexandre
El mosaic d'Alexandre el Gran (també conegut com a mosaic d'Issos), realitzat prop de l'any 200 aC, és un famós mosaic de la Casa del Faune de Pompeia. Representa la batalla d'Issos, concretament la càrrega dels companys d'Alexandre guiats pel seu líder mentre els soldats de Darios III Codomà intenten protegir el seu rei. Mesura 5,82 × 3,13 m i forma part de la col·lecció del Museu Arqueològic Nacional de Nàpols.

## Tema

### Batalla
El mosaic representa una batalla en la qual Alexandre tractava d'arribar a Darios per capturar-lo o assassinar-lo. Tant la batalla d'Issos del 333 aC com la batalla de Gaugamela del 331 aC compartien aquesta característica, encara que en la primera Alexandre es va poder acostar més al seu rival abans que aquest fugís.
Generalment se sosté que el mosaic és una còpia d'un quadre d'Apel·les que va pintar mentre el líder macedoni encara vivia (per tant, va haver de ser abans de la batalla de Gaugamela, en la seva visita a la tenda reial), o bé un fresc ja perdut del pintor Filoxen que datava del segle iv aC. Aquest últim és mencionat per Plini el Vell, que sosté que el pintor va ser contractat per Cassandre per a decorar el palau reial.

### Alexandre i Darios
Tot i que el mosaic parcialment malmès, els principals personatges són fàcils de reconèixer.
- El retrat d'Alexandre és un dels més famosos. El peto d'Alexandre té una representació de Medusa, la famosa gòrgona i el seu cabell de serps que és típica dels retrats reials segons els cànons de l'art grec. Se'l retrata a l'esquerra iniciant la càrrega amb el seu cavall Bucèfal i mantenint la seva mirada fixa en el líder persa.
- A Darios se'l mostra en el seu carro. Sembla estar donant ordres desesperadament a l'auriga reial per fugir de la batalla, mentre estén la seva mà com un gest mut cap Alexandre, o potser després d'haver llançat una javelina. Té una expressió preocupada a la cara. L'auriga dona fuetades als cavalls mentre intenta escapar. Els soldats perses situats darrere seu expressen consternació.

### Altres característiques
També es representa a Oxiarte, el germà de Darios, sacrificant la seva vida per salvar el rei.
La perspectiva en disminució –que té com a centre el cavall, vist des del darrere– i l'ús de formes per fer una sensació de massa i volum transmet un efecte naturalista a l'escena. Les llances repetides en diagonal, les espases que xoquen i la multitud d'homes i cavalls evoquen el furor de la batalla. Al mateix temps, l'acció s'atura a causa de detalls dramàtics en primer pla, tals com els cavalls caiguts i els soldats perses del fons que contemplen la seva pròpia mort reflectida en un escut.

## Història del mosaic

### Producció
El mosaic està compost d'aproximadament un milió i mig de diminutes tessel·les col·locades en corbes progressives anomenades opus vermiculatum (literalment treball de cuc , perquè semblava imitar el lent moviment d'un cuc arrossegant-se la terra). El mosaic és una obra inusualment detallada i realitzada per a una residència privada; probablement va ser pagada per una persona o família rica (tal com s'ha dit anteriorment, Plini el Vell suggereix que aquesta persona va ser el mateix Cassandre). Una altra teoria sosté que podria haver-se tractat d'un mosaic original hel·lenístic que fou traslladat de Grècia a Roma.

### Descobriment
El mosaic va ser redescobert el 24 d'octubre de 1831, i el setembre de 1843 es va traslladar a Nàpols, on es conserva actualment en un mur (no sobre el sòl, com es va trobar) del Museu Arqueològic Nacional d'aquesta ciutat.

#### Còpia moderna
El 2003 el Centre Internacional per a l'Estudi i Desenvolupament de la Tècnica del Mosaic (CISIM) de Ravenna, Itàlia, va proposar crear una còpia del mosaic. Quan el seu projecte va ser aprovat, l'expert en mosaics Sever Bignami i el seu equip de vuit membres van prendre una gran fotografia del mosaic, van fer un esbós de la imatge amb un retolador negre i van crear una mena de «negatiu fotogràfic» del mosaic.
L'equip va compondre el mosaic en seccions de 44 franges d'argila, intentant preservar les peces en les mateixes posicions del mosaic original. Van haver de mantenir les plaques humides tot el temps. Llavors pressionaven un tros de tela en l'argila per crear una imatge dels contorns del mosaic sobre el material.
Es va recrear el mosaic usant prop de 2 milions de peces de diversos tipus de marbre. Quan van haver col·locat totes les peces, van cobrir el resultat amb una capa d'adhesiu i gases i el van treure de l'argila. Van col·locar cada secció sobre ciment sintètic i les van unir amb un compost de PVC i plàstic.
El projecte va durar 22 mesos, amb un pressupost de 216.000 dòlars. La còpia es va instal·lar a la Casa del Faune el 2005.